# Casa do Poeta Trágico
A Casa do Poeta Trágico é um conjunto de ruínas localizado no sitio arqueológico de Pompeia, antiga cidade romana destruída e ocultada pelas cinzas da erupção do Vesúvio em 79 d.C. A construção foi revelada por escavações em  novembro de 1824 e logo adquiriu fama entre os estudiosos por conta das associações feitas entre sua arquitetura e o conteúdo encontrado em seu interior com textos antigos. A residência ficou conhecida  através do best-seller "Os Últimos Dias de Pompeia" de Edward Bulwer-Lytton, de 1834, onde a trama é centrada na casa recém-escavada. A casa também adquiriu fama pelas ilustrações espalhadas por suas paredes, entre as quais está aquela que deu origem ao seu nome. O seu elemento mais referenciado é o mosaico de um cachorro localizado no chão da entrada, acompanhado do aviso "CAVE CANEM" ("Cuidado com o cachorro").

## Redescoberta

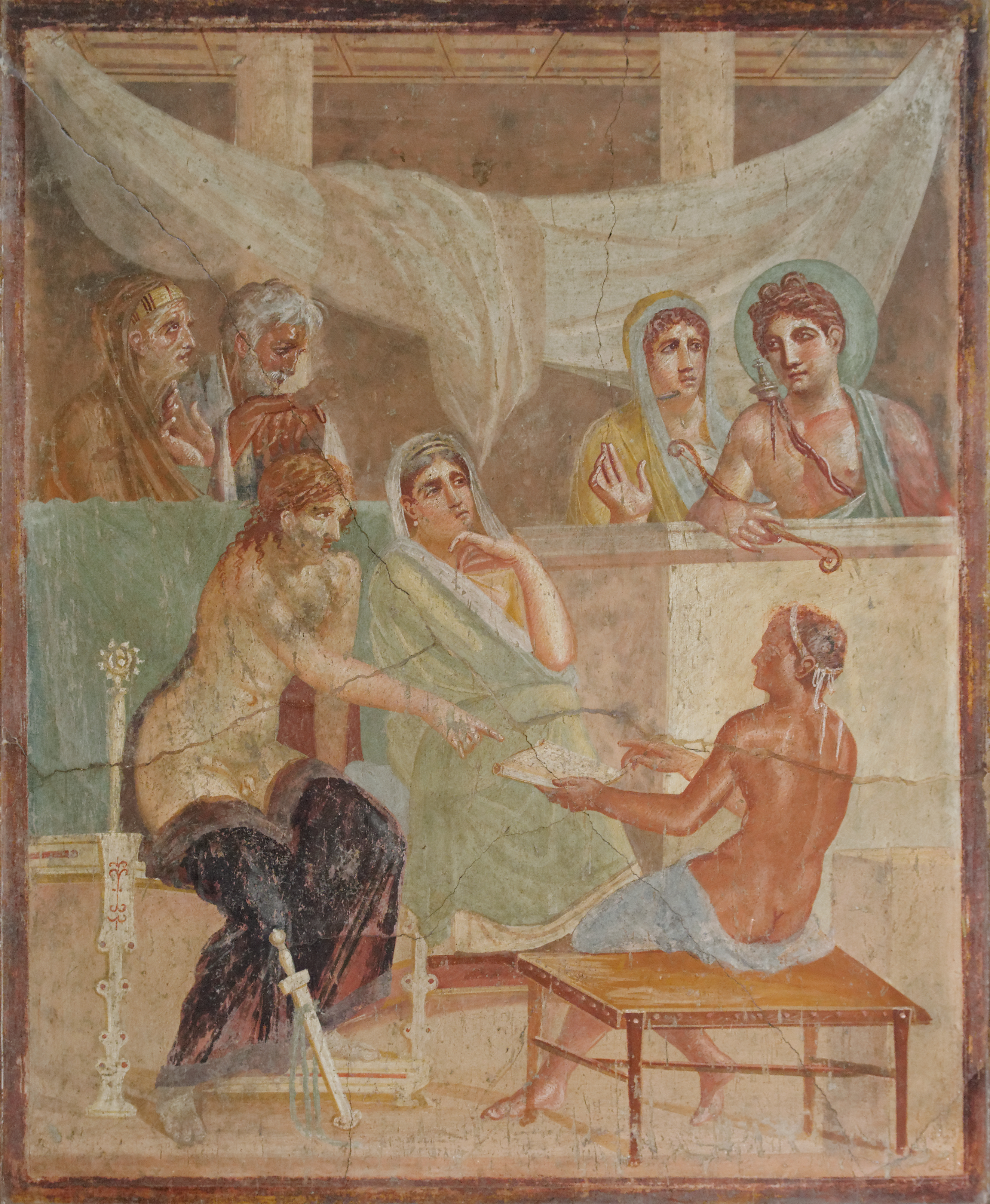
Pintura retratando a história de Admeto, Museu Arqueológico Nacional de Nápoles.

As escavações revelaram as ruínas do que viria a ser chamado "Casa do Poeta Trágico" em 1824. Sua redescoberta gerou euforia, não por sua grandeza ou pela descoberta de mais uma parte do sítio arqueológico, mas pela riqueza e beleza dos detalhes presentes na ornamentação de um único local, ainda se tratando de uma estrutura que não possui grande dimensão espacial. Suas pinturas atraíram grande atenção, tendo algumas sido extraídas de Pompeia e levadas para o Museu Arqueológico Nacional, localizado em Nápoles. As pinturas restantes permaneceram na casa, sofrendo o efeito dos elementos climáticos, o que resultou no desgaste das imagens e esquecimento da perspectiva original que se tinha do ambiente.
A ideia original do nome atribuído à casa não possui relação com o trabalho ou lazer de seu antigo proprietário, a origem do poeta trágico está na pintura mural encontrada ilustrando uma parede do tablino. A interpretação feita quando da redescoberta da casa era de que a pintura se tratava de um poeta recitando, algo possivelmente trágico, para um grupo de pessoas visualmente assustadas por aquilo que é dito. A explicação aceita atualmente é a de que a ilustração não retrata um poeta trágico, mas a cena mítica onde Alceste recebe a informação de que a vida de seu marido, Admeto, pode ser poupada em troca do sacrifício de outra pessoa em seu lugar, assim, oferecendo sua própria vida para poupar a de seu marido.

## Arquitetura da casa
O conjunto arquitetônico da casa também tornou-se conhecido pela similaridade da organização e distribuição de seus espaços internos com a descrição conhecida daquilo que seria o padrão residencial da Roma Antiga, descrito pelo arquiteto romano Marcos Vitrúvio em sua obra "De Architectura".

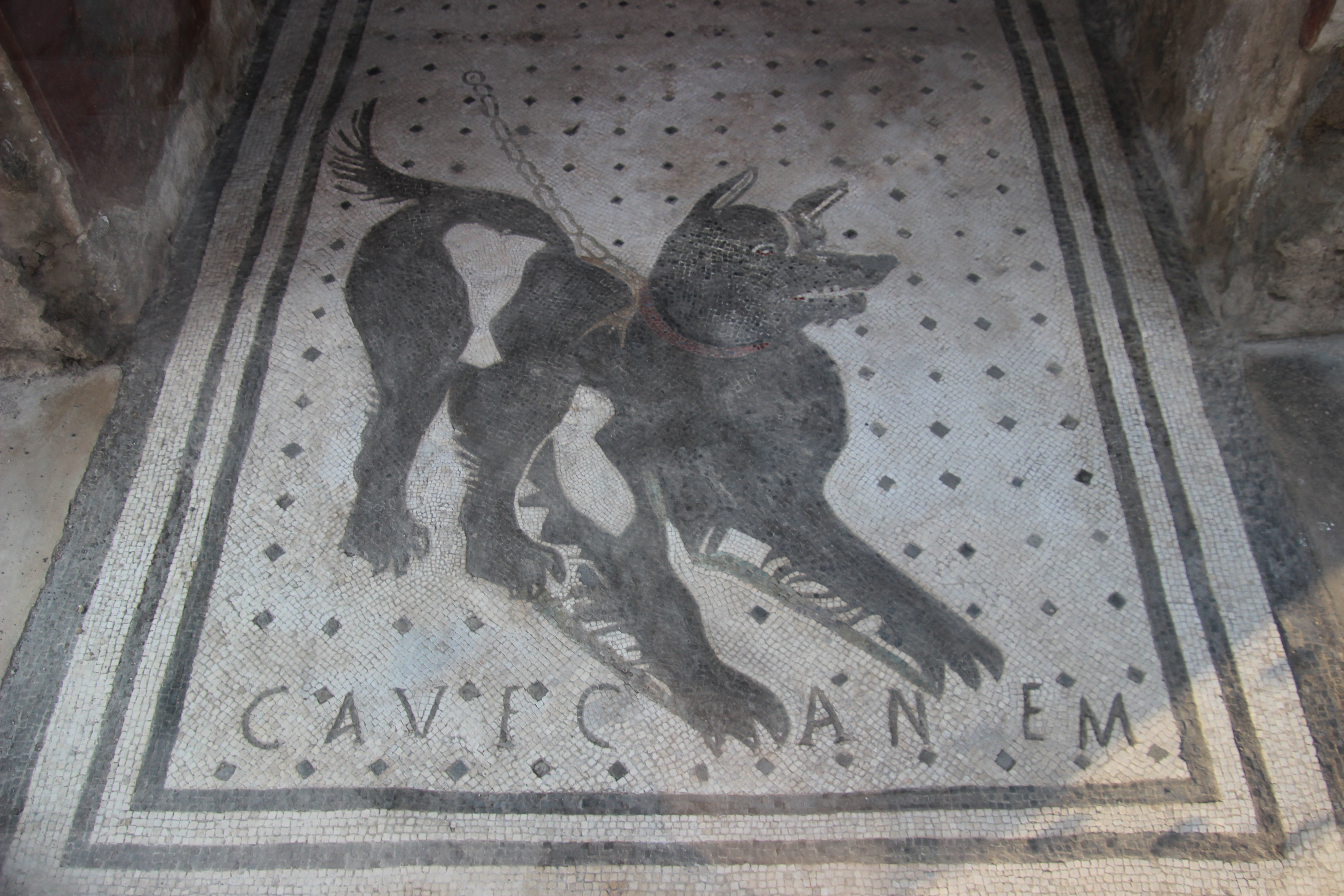
Mosaico encontrado no chão do vestíbulo

A fachada da casa é composta por um portão de entrada localizado entre os acessos à dois pequenos cômodos, sendo estes também ligados ao interior da casa por portas internas no corredor de acesso. Não sabe-se ao certo quais seriam as funções atribuídas a esses dois espaços, cogita-se a possibilidade de se tratarem de quartos para criados, visitas ou lojas pertencentes ao dono do conjunto da propriedade. É no corredor de acesso, o vestíbulo, onde se encontra o mosaico com o aviso de um cão. O corredor leva até o primeiro espaço aberto da casa, o átrio, adornado de seis pinturas murais com cenas da mitologia grega. No centro do átrio, há uma piscina para coleta de águas pluviais que abastece o poço encontrado ao lado, além de existirem pequenos cômodos localizados ao redor desse espaço e acessáveis apenas através dele. As duas escadas da casa podem ser achadas no átrio, apesar do segundo piso ter desaparecido com a destruição causada pela erupção. O acesso de visitantes da casa seria controlado a partir desse ponto por um porteiro, localizado no cubículo logo a esquerda de quem chega a partir do vestíbulo.

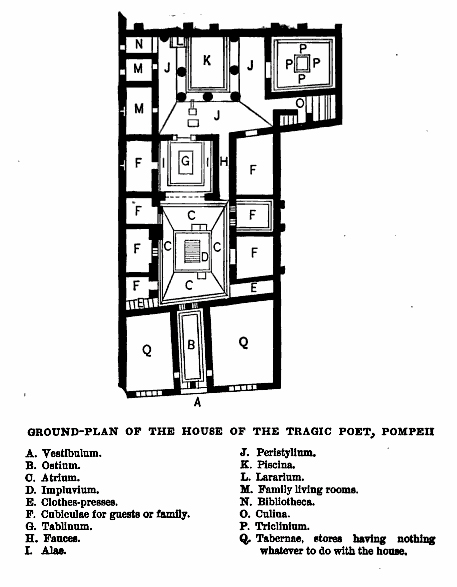
Planta da casa

O segundo espaço aberto da casa, o tablino, além de ter acesso a mais um pequeno cômodo da casa que poderia se tratar de um quarto, liga o átrio ao peristilo, um jardim localizado nos fundos da casa e perfilado por colunatas em três lados. Aqui foram encontrados um altar com seu tema ainda preservado através de pinturas ilusionistas, apesar de já apagadas pelo efeito desgastante do clima e uma oficina de pisoamento. A cozinha está entre os cômodos que cercam o peristilo, é nela que fica localizada a única latrina encontrada pelas escavações que revelaram a casa.

### O público e o privado
De acordo com a teoria do arqueólogo francês Desiré-Raoul Rochette, a casa teria sido dividida entre uma esfera pública e outra privada, onde a primeira serviria de palco para as atividades públicas do proprietário e a última estaria reservada para as intimidades dos moradores. O acesso aos cômodos privados seria restringido pelo convite do proprietário. As duas repartições da casa foram atribuídas de perspectivas próprias que afetariam a percepção daqueles que adentram o seu espaço dependendo do seu ponto de entrada. A perspectiva da esfera pública parte do portão principal do conjunto, o acesso é realizado pelo longo corredor de entrada que, seguido pelo lado esquerdo, termina nos grandes espaços de recepção do átrio, seguido mais ao fundo pelo tablino e, caso seguido pelo lado direito, o peristilo mais ao fundo. A dimensão privada teria início na perspectiva da pessoa que acessa a residência por uma entrada secundária localizada nos fundos da casa, indo do peristilo até o espaço do triclínio.

### Influência posterior

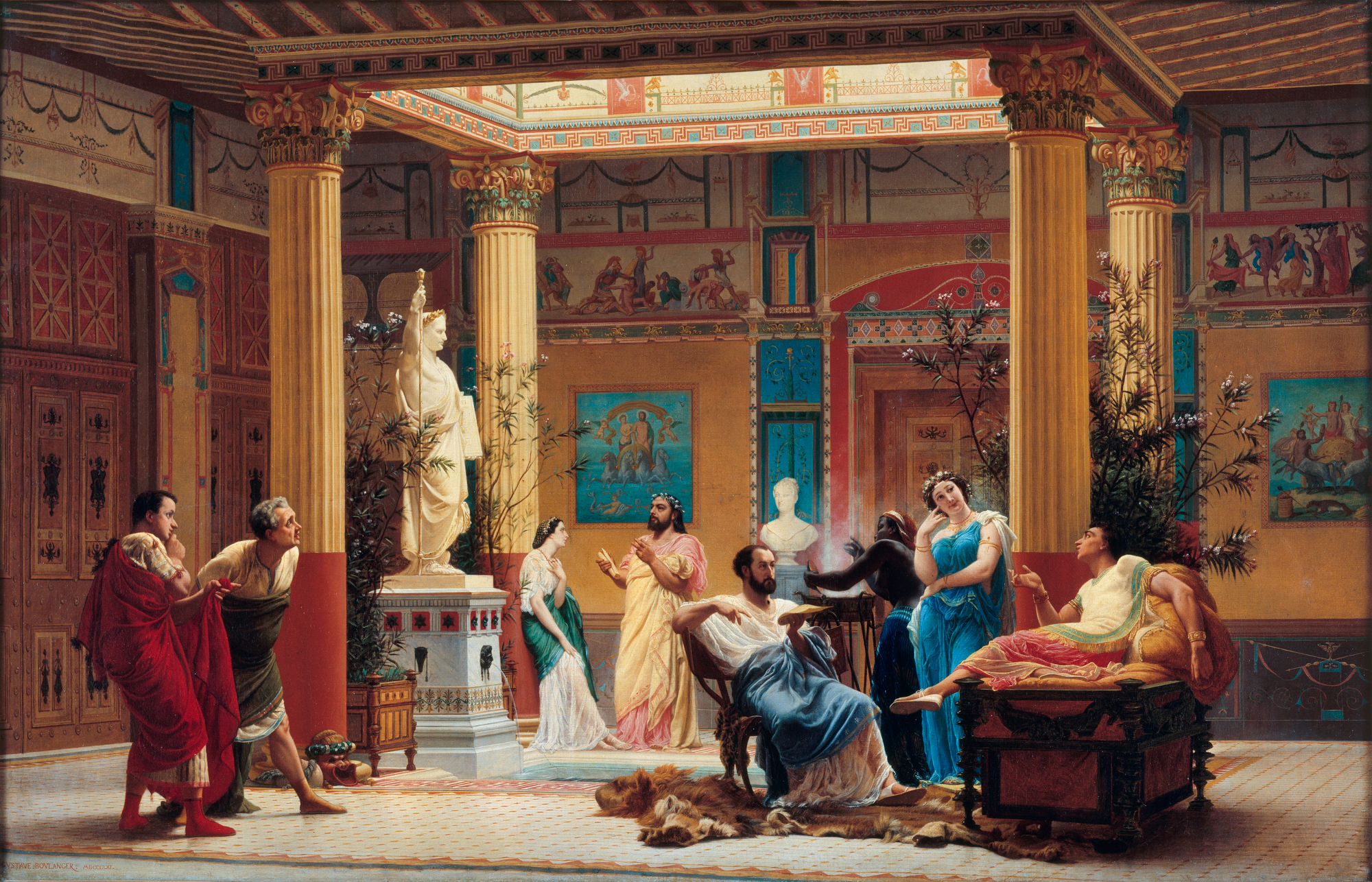
Gustave Boulanger: The Flute Concert, 1861.

O conjunto arquitetônico da construção também viria a exercer influência em algumas obras já no mundo contemporâneo. Em 1854, a casa foi usada como modelo da "Corte Pompeiana" para a elaboração de uma casa de chá no interior do Palácio de Cristal, devida sua imagem de um espaço para uso doméstico. Apesar do propósito dessa réplica, a única pessoa que viria a tomar chá nesse espaço seria a Rainha Vitória. A casa também recebeu outra imitação, no entanto, esta vez seria na Rua Montaigne, em Paris. O palácio do Príncipe Jerônimo Bonaparte foi projetado com base na Casa do Poeta Trágico, seu desenho foi feito pelo arquiteto Alfred-Nicolas Normand, esse que produziu diversas fotografias com mero propósito referencial para seu projeto, mas que viriam a se tornar importantes evidências documentais dos detalhes que ainda existiam no sítio arqueológico em 1851. A organização e ornamentação do palácio foram inspiradas na concepção existente daquilo que seria uma "casa romana", onde o príncipe desfrutaria de momentos de diversão com seus convidados não apenas estando em réplicas de um espaço romano, mas buscando parodiar as próprias relações sociais como é o caso do uso da toga. O palácio e as reuniões do príncipe com seus amigos foram registrados pela pintura "The Flute Concert", de Gustave Boulanger.

## Pinturas
O acervo encontrado na casa contava com mais de vinte painéis quando foi escavado. Anos após as escavações, seis deles foram removidos dos espaços em que se encontravam e levados para o Museu Arqueológico Nacional de Nápoles, onde se encontram em exposição. A seleção das imagens extraídas não foi realizada com base em critérios técnicos sobre o estado de preservação em que se encontravam, mas nas associações feitas delas com a literatura, sobretudo a "Ilíada". Os painéis retratam temas heroicos e mitológicos e exerceram influência na criação dos nomes "Casa Ilíada", "Casa Homérica" e "Casa do Poeta Trágico", o último vindo a ser definitivamente adotado para se referir à casa.
Os painéis removidos da Casa do Poeta Trágico ilustram diferentes situações, a maioria pertencente a mitologia grega. O casamento de Hera e Zeus, onde Zeus convence a sua noiva a revelar o rosto, esquema que celebra a passagem na vida da mulher da invisibilidade para a exposição e da virgindade para o casamento. A cena em que Aquiles, relutantemente, entrega Briseis para o rei grego, Agamemnon. O último passo de Helena para deixar seu país natal e embarcar no navio para Troia, imagem que somente metade permanece visível. O painel que deu origem ao nome da casa e retrata o momento em que Alceste é informada sobre a possibilidade da vida de seu marido, Admeto, ser poupada em troca do sacrifício de outra pessoa. No século I, Alceste era julgada pela maioria dos romanos como o exemplo ideal de mulher a ser seguido. Um dos afrescos retrata um momento decisivo antes da Guerra de Troia, onde Agamemnon sacrifica Ifigênia, enquanto o vidente Calcas recebe uma revelação divina. Entre as peças transferidas para o museu, o mosaico que apresenta os bastidores do preparo para uma sátira grega foi removido do chão, diferentes dos demais painéis que se encontravam nas paredes da casa.
|  |  |  |
|  |  |  |

## Cultura Popular
A construção adquiriu visibilidade e fama com o lançamento da obra "Os Últimos Dias de Pompeia" de Edward Bulwer-Lytton, publicada em 1834, poucos anos após a conclusão das escavações. O livro narra o romance dos personagens Glauco e Ione, um casal de amantes que vivem na cidade de Pompeia e tomam parte na fuga da destruição causada pela erupção do Vesúvio. O romance e os personagens apresentados no texto compõem uma obra de ficção sem relações verdadeiras com a realidade dos momentos finais da cidade, mas o ambiente onde a trama é desenvolvida é construído com base em pesquisas científicas. A história ocorre sobre o pano de fundo histórico do sítio arqueológico de Pompeia, tendo sido a obra dedicada ao arqueólogo inglês Sir William Gell cuja pesquisa arqueológica, o primeiro guia abrangente em língua inglesa sobre a cidade "Pompeiana", teria dado base para o cenário do romance.
A Casa do Poeta Trágico, onde ocorre parte da história, é escolhida para ser a residência de Glauco e logo seus cômodos são atribuídos de funções e usos de acordo com o imaginário do autor. A escolha do local deve-se ao paralelo feito por Bulwer-Lytton do imóvel romano com a residência de um homem solteiro no século XIX. A historiadora Mary Beard aponta para usos questionáveis dos espaços. Em determinada altura da história, Glauco realiza uma ceia que estaria de acordo com o estereótipo do banquete romano, no entanto, o diminuto tamanho da cozinha não condiz com o espaço necessário para o preparo de uma refeição de grandes proporções. Além da incompatibilidade entre a refeição e o espaço necessário para seu preparo, o autor também omite em sua ficção a existência do segundo piso na casa. Havia um segundo andar antes da erupção, porém, com sua destruição, a utilidade desse espaço permanece desconhecida.